# Ermanno Pignatti
Ermanno Pignatti (Modena, 8 agosto 1921 – Roma, 31 ottobre 1995) è stato un sollevatore italiano, medaglia di bronzo ai Giochi olimpici di Melbourne 1956.

## Carriera
Ha iniziato la sua attività agonistica nel 1947, dopo aver terminato il suo dovere in guerra come ufficiale di artiglieria durato quattro anni di cui due di prigionia. Il suo interesse per la pesistica nasce durante i primi anni di studi all'Università di Bologna dove conobbe un appassionato culturista, 
grande estimatore dell'allora famoso John Grimek, che accese in lui la passione per il sollevamento pesi. 
La Società Sportiva Panaro di Modena, sua città natale, fu sede di preparazione per molti anni, con l'assistenza degli ex campioni Poggioli e Sala. Nel 1951 partecipa ai campionati mondiali di Milano, classificandosi al quarto posto. Nel 1956 lascia la sua attività professionale a Modena per trasferirsi a Roma ed assumere la direzione dei Gruppi Sportivi di atletica pesante della Polizia di Stato, col grado di tenente.
Vanta dieci titoli di campione italiano assoluto, 24 volte nazionale, 21 primati italiani battuti, una medaglia d'oro (1951), una d'argento (1954) e tre di bronzo (1950, 1953 e 1958) ai campionati europei, una medaglia d'argento (1951) e una di bronzo (1955) ai Giochi del Mediterraneo, medaglia di bronzo nei medi alle Olimpiadi di Melbourne del 1956, premio Valens nel 1956, medaglia d'Onore al Merito Sportivo, nel 1966 la FIHC gli assegna la "Medaglia d'argento della Riconoscenza" (una breve sintesi di 12 anni di attività come atleta). Nel 1959 inizia la sua attività di tecnico per la Federazione e sotto la sua direzione si sono realizzati quasi tutti i primati italiani assoluti. il G.S. Fiamme D'Oro della Polizia del settore pesi è stato per più di 15 anni 1º in classifica assoluta. Nel 1973 la Federazione Internazionale di sollevamento pesi lo ha nominato "International Coach" per aver tenuto due corsi per allenatori stranieri.
Autore di numerosi articoli della specialità e di pubblicazioni tecniche:
Forza e velocità
Preparazione fisica
Autore	Ermanno Pignatti
Editore	Edizioni Mediterranee, 1983
http://books.google.it/books/about/Forza_e_velocit%C3%A0.html?hl=it&id=9k2FM2__7AAC
Pesistica: tecnica e allenamento
Autore	Ermanno Pignatti
Edizione	2
Editore	Scuola Centrale dello Sport, 1975
http://books.google.it/books?id=oxDFlgEACAAJ&dq=inauthor:%22Ermanno+Pignatti%22&hl=it&sa=X&ei=XQi0U47JLMLe7Aa-zYH4Bg&ved=0CDwQ6AEwBA
Corso di pesistica: Teoria, tecnica e metodica di allenamento
Autore	Ermanno Pignatti
Editore	Scuola Centrale dello Sport, 1968
http://books.google.it/books?id=V_baSAAACAAJ&dq=inauthor:%22Ermanno+Pignatti%22&hl=it&sa=X&ei=XQi0U47JLMLe7Aa-zYH4Bg&ved=0CEIQ6AEwBQ
Forza, equilibrio fisico, armonia muscolare
Autore	Ermanno Pignatti
Editore	Abete, 1970
http://books.google.it/books?id=fZ7-GgAACAAJ&dq=inauthor:%22Ermanno+Pignatti%22&hl=it&sa=X&ei=XQi0U47JLMLe7Aa-zYH4Bg&ved=0CC8Q6AEwAg
Bodytraining
Preparazione fisica
Autore	Ermanno Pignatti
Editore	Edizioni Mediterranee, 1988
http://books.google.it/books?id=vBJzAAAACAAJ&dq=inauthor:%22Ermanno+Pignatti%22&hl=it&sa=X&ei=XQi0U47JLMLe7Aa-zYH4Bg&ved=0CCkQ6AEwAQ
Ha collaborato con altre discipline sportive per la preparazione fisica speciale ed è stato docente dell'Accademia Nazionale di Judo. 
Lascia nel 1978 il servizio attivo nella Polizia di Stato con il grado di Generale della Riserva.

## Palmarès
| Anno | Manifestazione  | Sede      | Risultato | Gara      | Prestazione | Note  |
| ---- | --------------- | --------- | --------- | --------- | ----------- | ----- |
| 1956 | Giochi olimpici | Melbourne | Bronzo    | Pesi medi | 382,5 kg    | [ 2 ] |